# John Nyström (läkare)
John Martin Nyström, född den 14 mars 1862 i Ekeberga församling, Kronobergs län, död den 15 december 1934 i Eksjö, var en svensk läkare. Han var far till Gösta Nyström.
Nyström blev student vid Uppsala universitet 1881. Han avlade medicine kandidatexamen vid Karolinska institutet i Stockholm 1885 och medicine licentiatexamen där 1890. Nyström blev stadsläkare i Eksjö 1891 och skolläkare vid Eksjö lägre allmänna läroverk 1893. Han var bataljonsläkare vid Smålands grenadjärkår 1896–1899 och vid Smålands husarregemente 1899–1909 samt regementsläkare vid Kalmar regemente från 1909. Nyström blev riddare av Vasaorden 1911. Han vilar i en familjegrav på Madesjö kyrkogård.